# Temnothorax dissimilis
Temnothorax dissimilis is een mierensoort uit de onderfamilie van de Myrmicinae. De wetenschappelijke naam van de soort is voor het eerst geldig gepubliceerd in 1932 door Aguayo.